# Szu-iliszu

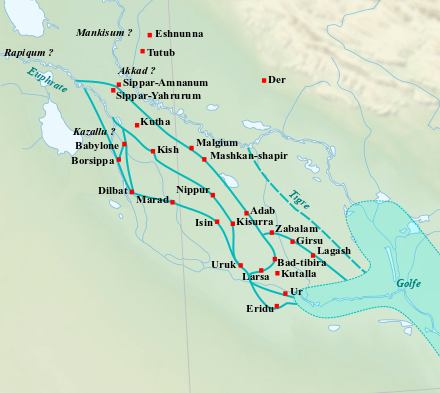
Mapa południowej Mezopotamii w okresie starobabilońskim (ok. 2000-1595 p.n.e.)

Szu-iliszu (akad. Šu-ilīšu, zapisywane dŠu-i3-li2-šu, tłum. „Wybraniec swego boga”) – drugi król z I dynastii z Isin, syn i następca Iszbi-Erry, ojciec Iddin-Dagana. Jego rządy datowane są na lata ok. 1984–1975 p.n.e. (chronologia średnia).

## Długość panowania
Zachowane kopie Sumeryjskiej listy królów nie są zgodne co do tego, ile lat Szu-iliszu miał panować: kopia P5 daje 10 lat, kopia S1 15 lat, a kopia WB 444 nawet 20 lat. Według Listy królów Ur i Isin jego rządy trwać miały przez 10 lat. 10-letni okres panowania Szu-iliszu wydaje się być najbardziej prawdopodobny, tym bardziej iż tyle właśnie znanych jest „nazw rocznych” tego władcy.

## Panowanie
Władca ten prowadził prace budowlane w miastach Isin i Ur. W swej stolicy Isin wznieść miał - według jego 7 „nazwy rocznej” - nowe mury miejskie, zaś w Ur monumentalną budowlę bramną zwaną Dublamah. Z okresu jego panowania zachowała się też informacja o odzyskaniu od Elamitów posągu boga Nanny, który zabrali ze sobą po złupieniu Ur w 2005 roku p.n.e..